# Amur-Korkbaum
Der Amur-Korkbaum (Phellodendron amurense) ist eine Laubbaumart aus der Gattung der Korkbäume (Phellodendron).

## Beschreibung

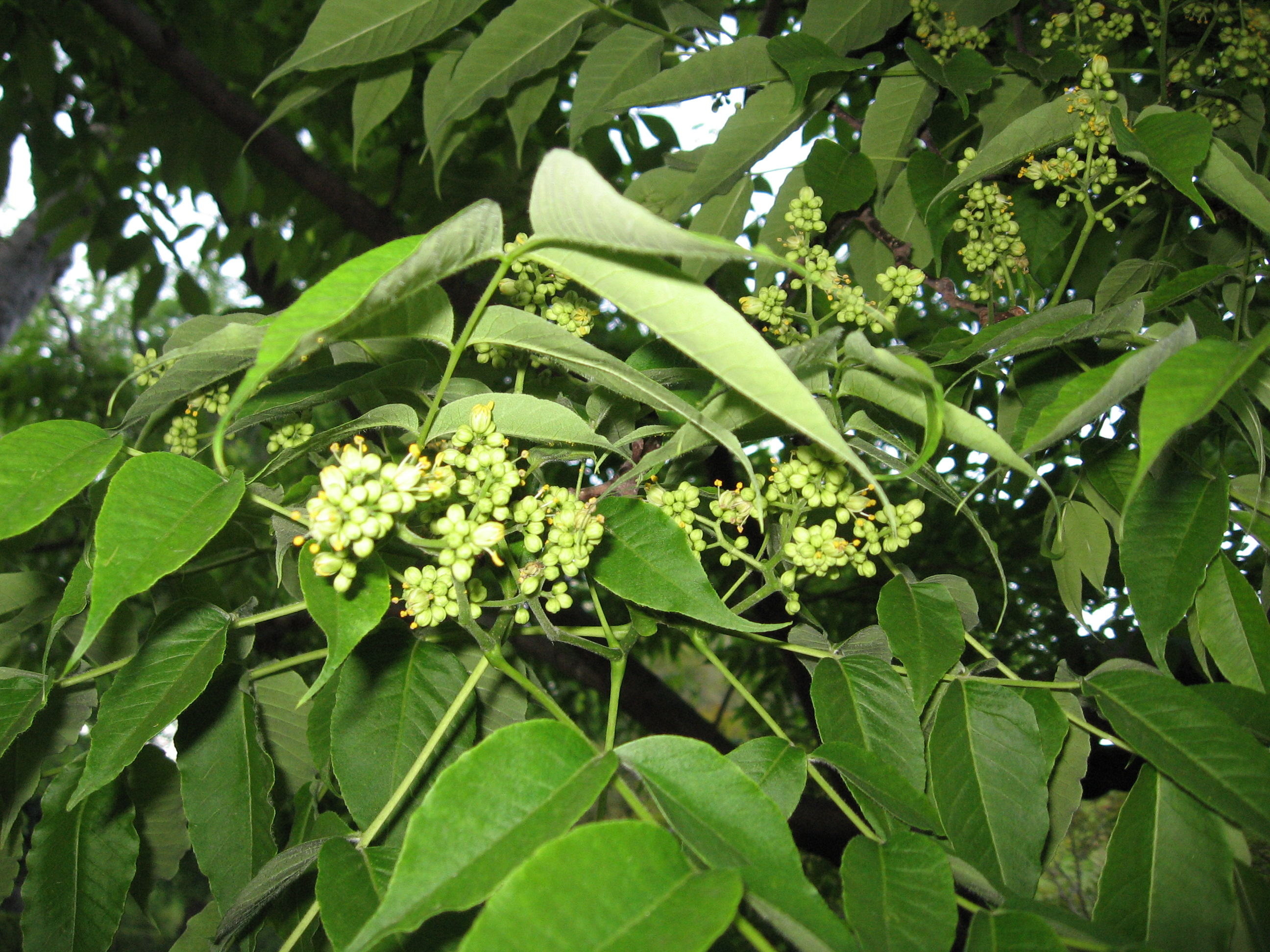
Amur-Korkbaum in Blüte

Der Amur-Korkbaum ist ein lichtbedürftiger, sommergrüner Baum, der Wuchshöhen von 15 bis 25 Meter und Stammdurchmesser bis 100 Zentimeter erreicht. Er bildet eine breite, lockere Baumkrone. Die Zweige sind dick und ihre Rinde ist orange-braun. Die kleinen Knospen sind behaart und im Sommer in der Basis des Blattstiels verborgen. Die dicke, korkige Borke ist gräulich bis grau-braun und rissig bis furchig.
Sowohl der deutsche Name als auch die wissenschaftliche Gattungsbezeichnung weisen darauf hin, dass dieser Baum über einen mächtigen Korkmantel verfügt. Dieser platzt durch das Dickenwachstum des Stammes furchig auf. Ähnlich wie bei der Korkeiche wird er von einem bleibenden Oberflächenperiderm ständig nachgebildet, das heißt, das Korkbildungsgewebe produziert Korkzellen lang anhaltend und vielschichtig.
Die gegenständigen, gestielten und unpaarig gefiederten Laubblätter sind etwa 25 bis 40 Zentimeter lang. Es sind 7 bis 13, fast kahle, kurz gestielte, fast ganzrandige bis schwach gesägten, bis 11 Zentimeter lange, leicht ledrige Fiederblättchen vorhanden. Diese sind eiförmig und zugespitzt bis geschwänzt mit gekrümmter Spitze. Die Blättchen sind oberseits glänzend dunkelgrün. Am Blattrand befinden sich Öldrüsen. Die Blattspindel und die Mittelrippen der Blättchen sind gelblich. Unterseits sind die Blättchen heller und manchmal auf den Adern behaart. Zerrieben riechen die Blättchen stark würzig. Das Laub färbt sich im Herbst hellgelb. Die Nebenblätter fehlen.
Der Amur-Korkbaum ist zweihäusig diözisch. Die endständigen, verzweigten und lockeren, rispigen Blütenstände sind bis etwa 15 mal 8 Zentimeter groß. Die kleinen, funktionell eingeschlechtlichen, etwa fünfzähligen, gelb-grünlichen und gestielten Blüten mit doppelter Blütenhülle weisen einen Durchmesser von 8 mm auf. Die kleinen Kelchblätter sind kurz verwachsen und außen behaart. Die aufrechten Kronblätter sind bis 4,5 Millimeter lang und schmal-eiförmig. Die Staubfäden der männlichen Blüten sind weiß, die Staubbeutel goldgelb. Die weiblichen Blüten besitzen einen oberständigen, mehrkammerigen Stempel mit sehr kurzem Griffel mit scheibenförmiger, gelappter Narbe. Die männlichen Blüten enthalten einen Pistillode sowie einen Diskus und die weiblichen Staminodien. Die Blütezeit liegt von Juni bis Juli. 
Die schwärzlichen, kugeligen, beerigen und kahlen Steinfrüchte werden etwa 8–10 mm groß und enthalten jeweils fünf, etwa 4,5–6 Millimeter lange, dunkelbraune, abgeflachte, halbmondförmige Samen.
Die Chromosomenzahl beträgt 2n = 28, 78, etwa 66 und etwa 80.

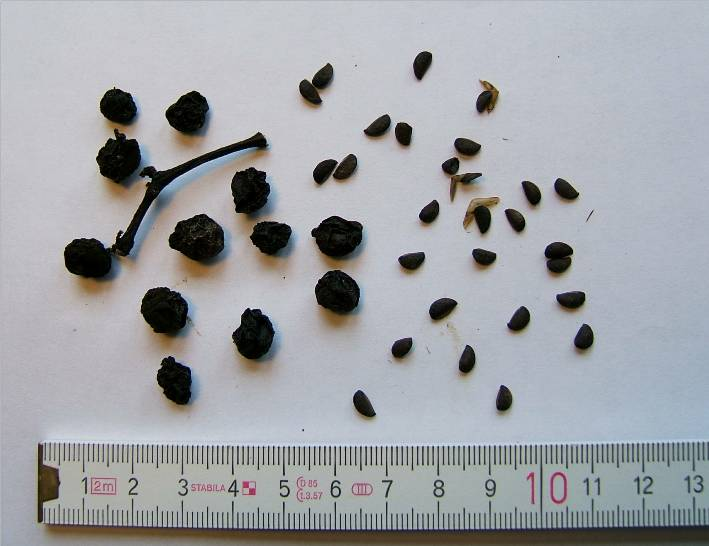
Früchte und Samen des Amur-Korkbaums

## Verbreitung
Der Amur-Korkbaum ist im Amur-Gebiet, in Süd- bis Ostchina, der Mandschurei, der inneren Mongolei, Taiwan, Korea und Japan sowie im fernöstlichen Russland bis nach Vietnam beheimatet. Er findet sich dort als Mischbaumart meist in den Flusstälern der Gebirge und bevorzugt feuchte, tiefgründige Böden. 
In Mitteleuropa wird er häufiger in Parkanlagen, manchmal auch als Straßenbaum gepflanzt. Er ist dort winterhart, wird aber von Früh- und Spätfrösten geschädigt. In Russland und Rumänien wird er forstlich angebaut.

## Verwendung
Neben dem Holz des Amur-Korkbaums wird auch die korkige Borke genutzt. Sie wird grob zermahlen und zu Korkprodukten gepresst.
Die Borke wird auch medizinisch verwendet.